# Cantó d'Ernée
El cantó d'Ernée és un cantó francès del departament del Mayenne, situat al districte de Mayenne. Té sis municipis i el cap és Ernée.

## Municipis
- Ernée
- Larchamp
- Montenay
- La Pellerine
- Saint-Denis-de-Gastines
- Vautorte

## Història
| Data d'elecció                           | Identitat        | Partit              | Qualitat |
| ---------------------------------------- | ---------------- | ------------------- | -------- |
| 1945-1961                                | M. Martin        | radical             |          |
| 1961-1992                                | René Ballayer    | CD, després UDF-CDS |          |
| 1992-                                    | Gilbert Dutertre | UDF, després AC     |          |
| les dades anteriors no són pas conegudes |                  |                     |          |
|                                          |                  |                     |          |

| A partir de 1990: Població sense dobles comptes |